# Клуб Червонозоряного цукрорафінадного заводу

Загальний вигляд

План клубу

Клуб робітників Червонозоряного цукрорафінадного заводу — будинок культури при сумському Червонозоряному цукрорафінадному заводі. Збудований у 1927–1929 рр. за проєктом архітектора В. С. Ляшенка. Розташовується на Привокзальній вулиці, 2 у парку поблизу заводу.
Архітектурно-планувальне рішення його доволі оригінальне, не позбавлене певної умовної символіки, характерної для архітектури тих років. У плані проєкт клубу нагадує фюзеляж літака, де центральну частку займають глядацька зала, вестибюль, фоє й інші приміщення, а в розташованих з боків стрілоподібних прибудовах-крилах зосереджені кімнати для клубної роботи. Виконана тільки центральна частина. Споруда має цікаву об’ємно-просторову композицію. Різноплановість об’ємів, наявність великої заскленої площини, поєднання круглих отворів із гладкими поверхнями стін характерне для архітектури конструктивізму.
Криволінійна форма вестибюля й клубних приміщень поєднується з прямокутною формою залу для глядачів, фоє та сценічної частини. На головному фасаді будинку добре видно три ризаліти сходових кліток. Сходи ведуть на балкон залу для глядачів, в клубні приміщення другого поверху, до бібліотеки тощо. Клубних приміщень тут мало. За проєктом їх передбачалось розташувати в бокових крилах споруди, які так і не були збудовані.
Зала для глядачів розрахована на 1100 місць. Більшість із них знаходиться в партері, а частина на балконі. Площа підлоги партеру складає 477 м². З двох боків від залу розташовані фоє. Сценічна частина, крім великої сцени з колосниковим устаткуванням, оркестровою ямою й нішею для декорацій, має дві групи артистичних приміщень.
Будинок клубу робітників Червонозоряного цукрорафінадного заводу за традицією радянського клубного будівництва органічно пов’язаний з парком. Перед головним фасадом будинку передбачена невелика площа, в центрі якої знаходився пам’ятник В. Леніну (нині демонатований). Завдяки великій кількості дерев та квітів, площа являє собою немовби продовження парку.
Нині у будівлі клубу розташовується місіонерська релігійна організація «Ковчег».